# Neuillé-Pont-Pierre
Neuillé-Pont-Pierre ist eine französische Gemeinde mit 2.238 Einwohnern (Stand: 1. Januar 2022) im Département Indre-et-Loire in der Region Centre-Val de Loire; sie gehört zum Arrondissement Chinon und zum Kanton Château-Renault. Die Einwohner werden Noviliaciens und Noviliaciennes genannt.

## Geographie
Die Gemeinde Neuillé-Pont-Pierre liegt etwa 20 Kilometer nordnordwestlich von Tours. In der Gemeinde entspringt der Fluss Escotais. Umgeben wird Neuillé-Pont-Pierre von den
Nachbargemeinden Neuvy-le-Roi im Norden und Nordosten, Beaumont-la-Ronce im Osten, Rouziers-de-Touraine im Osten und Südosten, Semblançay im Süden, Sonzay im Südwesten und Westen sowie Saint-Paterne-Racan im Nordwesten. Im Osten der Gemeinde Neuillé-Pont-Pierre verläuft die Autoroute A28 mit einem mautpflichtigen Anschluss.

## Bevölkerungsentwicklung
| Jahr                       | 1962 | 1968 | 1975 | 1982 | 1990 | 1999 | 2011 | 2021 |
| Einwohner                  | 1288 | 1376 | 1365 | 1466 | 1560 | 1763 | 1935 | 2183 |
| Quellen: Cassini und INSEE |      |      |      |      |      |      |      |      |

## Sehenswürdigkeiten
- Dolmen von Marcilly
- Pfarrkirche Saint-Pierre aus dem 13. Jahrhundert, umgebaut im 16. Jahrhundert, seit 1971 als Monument historique eingeschrieben
- Schloss La Donneterie aus dem 17. Jahrhundert und Industriebetrieb aus dem 19. Jahrhundert, 1992 in Teilen als Monument historique eingeschrieben, 1995 in weiteren Teilen klassifiziert

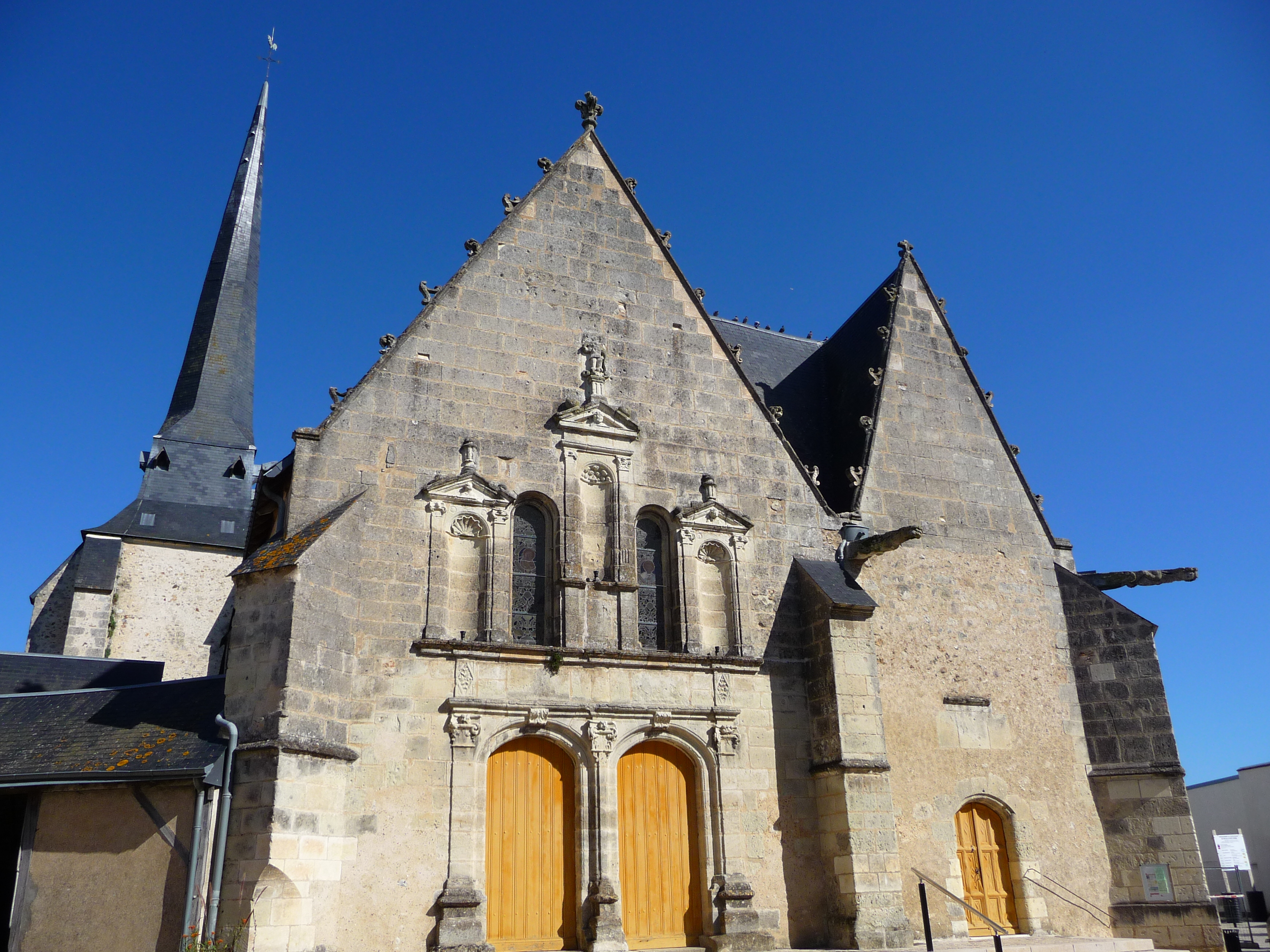
Kirche Saint-Pierre
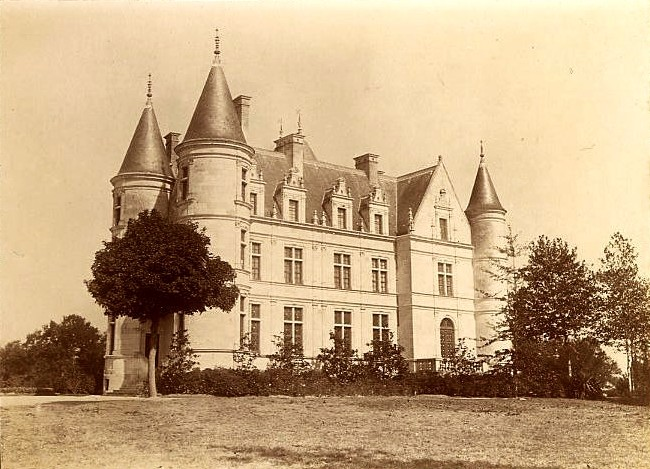
Schloss La Donneterie bum 1900
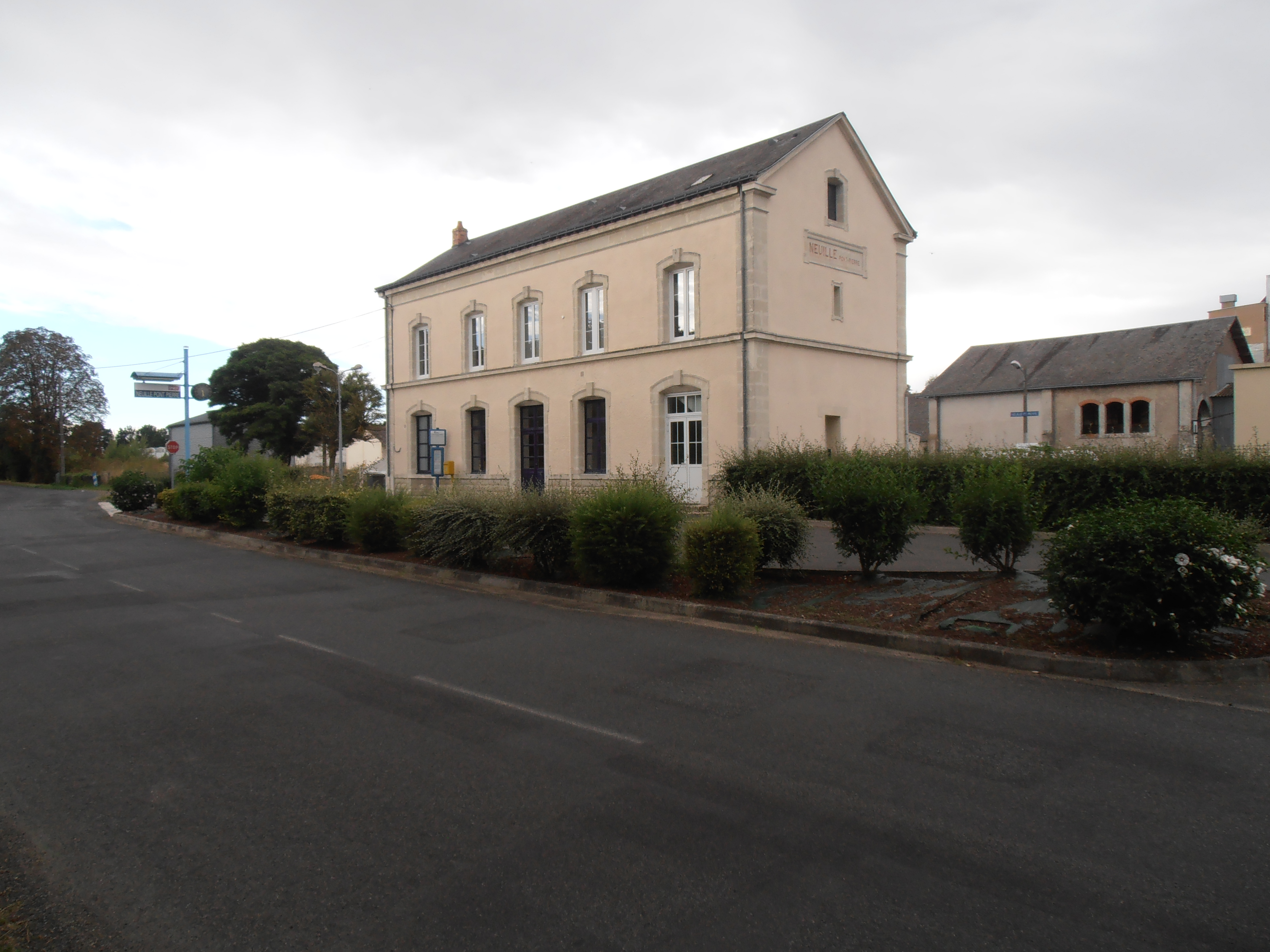
Bahnhof

## Verkehr
Durch die Gemeinde führen die Autoroute A28 sowie die früheren Routes nationales 158 und 766. Der Bahnhof an der Bahnstrecke Tours–Le Mans wird im Regionalverkehr mit TER-Zügen bedient.

## Persönlichkeiten

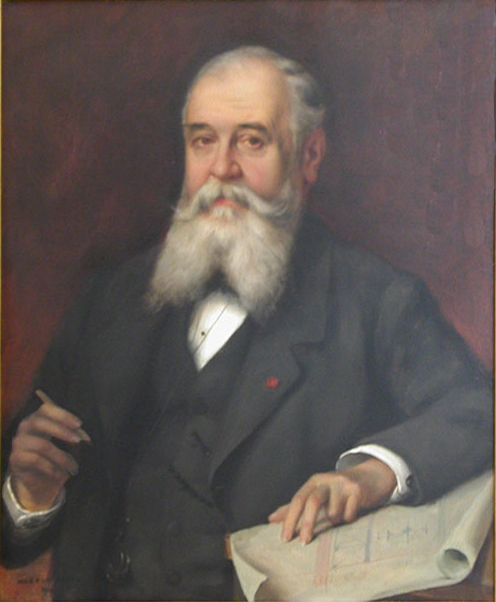
Porträt von Armand Moisant

- Armand Moisant (1838–1906), Ingenieur und Konstrukteur, in seiner Zeit Konkurrent von Gustave Eiffel, geboren und gestorben in Neuillé-Pont-Pierre